# Championnats du monde juniors de ski alpin 1999
Navigation
Édition précédente Édition suivante
La 18e édition des Championnats du monde juniors de ski alpin s'est déroulée du 9 mars au 14 mars 1999 à Pra Loup et Le Sauze en France.

## Tableau des médailles
| Rang  | Nation     | Or | Argent | Bronze | Total |
| ----- | ---------- | -- | ------ | ------ | ----- |
| 1     | Autriche   | 5  | 4      | 3      | 12    |
| 2     | Italie     | 2  | 0      | 1      | 3     |
| 3     | Suède      | 1  | 0      | 0      | 1     |
| 4     | France     | 0  | 2      | 1      | 3     |
| 5     | États-Unis | 0  | 1      | 1      | 2     |
| 6     | Allemagne  | 0  | 1      | 0      | 1     |
| 7     | Finlande   | 0  | 0      | 1      | 1     |
| 7     | Slovénie   | 0  | 0      | 1      | 1     |
| Total | Total      | 8  | 8      | 8      | 24    |

## Podiums

### Hommes
| Épreuves           | Or                    | Argent      | Bronze             |
| ------------------ | --------------------- | ----------- | ------------------ |
| Descente 10/03     | Klaus Kröll           | Kurt Engl   | Thomas Graggaber   |
| Super G 11/03      | Manfred Gstatter      | Freddy Rech | Jérémy Pilon       |
| Slalom géant 13/03 | Christoph Alster      | Freddy Rech | Mitja Dragšič      |
| Slalom 14/03       | Massimiliano Blardone | Kurt Engl   | Alexandre Anselmet |

### Femmes
| Épreuves           | Or                  | Argent        | Bronze              |
| ------------------ | ------------------- | ------------- | ------------------- |
| Descente 13/03     | Kerstin Reisenhofer | Jonna Mendes  | Alison Powers       |
| Super G 14/03      | Karin Blaser        | Silvia Berger | Kerstin Reisenhofer |
| Slalom géant 10/03 | Denise Karbon       | Silvia Berger | Tanja Poutiainen    |
| Slalom 9/03        | Anja Pärson         | Stefanie Wolf | Elisabeth Görgl     |